# André II de Hongrie
Pour les articles homonymes, voir André II.
André II Árpád, surnommé André II le Hiérosolymitain, né vers 1177 et mort le 21 septembre 1235, est roi de Hongrie de 1205 à 1235. Fils de Béla III de Hongrie et d'Agnès d'Antioche, il participe à la cinquième croisade.

## Biographie
Fils de Béla III, roi de Hongrie, et d'Agnès d'Antioche, fille de Renaud de Châtillon, André naît vers 1177. En 1188, Béla III envahit la principauté de Galicie et installe son fils André sur le trône. Les Hongrois sont cependant expulsés par une coalition de boyards ruthènes en 1189 ou 1190. Sur son lit de mort, Béla, qui s'était engagé à mener une croisade en Terre Sainte, ordonne à André d'accomplir son vœu. Béla meurt le 23 avril 1196, et son fils aîné, Emeric, lui succède.

### Duc de Croatie et de Dalmatie
André emploie les ressources héritées de son père afin recruter des partisans parmi les seigneurs hongrois. Il obtient de son frère le titre de duc de Slavonie, puis forme une alliance avec le duc Léopold VI d'Autriche afin de comploter contre Emeric. Leurs troupes mettent en déroute l'armée royale à Mački, dans l'actuelle Croatie, en décembre 1197. Sous la contrainte, le roi Émeric donne à André la Croatie et la Dalmatie en apanage. L'historien György Szabados affirme néanmoins qu'Émeric n'a jamais reconnu la domination d'André et que ce dernier a utilisé le titre de duc sans l'approbation de son frère. En pratique, André administre la Croatie et la Dalmatie comme un monarque indépendant. Il frappe des pièces de monnaie, donne des terres et confirme des privilèges. Profitant de la mort du prince Miroslav de Hum, André envahit la Zachlumie et occupe le territoire entre les rivières Cetina et Neretva peu avant mai 1198.
Tandis que le pape Innocent III exhorte en vain André à prendre la croix, ce dernier continue à comploter contre Emeric. En 1199, les troupes royales écrasent l'armée d'André dans la vallée de Rád près du lac Balaton. André trouve refuge en Autriche, alors qu'Émeric nomme ses propres partisans pour administrer la Slavonie, la Croatie et la Dalmatie. Grâce à la médiation du pape, les deux frères se réconcilient l'année suivante, permettant le retour d'André en Croatie et en Dalmatie. André épouse Gertrude de Méran entre 1200 et 1203. Le père de Gertrude, Berthold IV, duc de Méranie, possède de vastes domaines dans le Saint-Empire romain germanique, dans l'actuelle Slovénie.
La naissance de Ladislas, le fils d'Emeric, en 1200, brise les espoirs d'André de succéder à son frère. André se révolte à nouveau mais est capturé à Varaždin en 1203. Il est emprisonné à Gornji Kneginec, puis à Esztergom. Il est cependant libéré l'année  suivante ; on ignore si André fut libéré par ses partisans ou si sa libération eut lieu avec le consentement d'Emeric. Gravement malade, le roi Emeric fait couronner son fils, Ladislas, le 26 août 1204. André se réconcilie avec son frère mourant, qui lui confie la garde de son fils et l'administration de tout le royaume jusqu'à ce que le pupille atteigne l'âge de la majorité. Emeric meurt le 30 novembre 1204. André prend les rênes du royaume en tant que régent de Ladislas. Il confisque le trésor déposé par Emeric pour son fils Ladislas à l'abbaye de Pilis, et s'empare également d'une partie importante de la fortune privée de son épouse, Constance d'Aragon. La reine Constance s'enfuit en Autriche, emmenant avec elle son fils et la Sainte Couronne. André se prépare à une guerre contre Léopold VI d'Autriche, mais Ladislas meurt subitement à Vienne le 7 mai 1205. André envoie alors l'évêque Pierre de Győr en Autriche, qui récupère avec succès la couronne de saint Étienne.

### Roi de Hongrie
André est couronné roi de Hongrie à Székesfehérvár par l'archevêque d'Esztergom le 29 mai 1205. Dès les premières années de son règne, André s'intéresse de près à la principauté de Galicie. À la demande des boyards ruthènes, il envahit la principauté en 1205 ou 1206 afin de soutenir le jeune Daniel de Galicie. André adopte le titre de « roi de Galicie et de Volhynie » et affirme ainsi ses revendications sur les deux principautés. 
Au début des années 1210, André envoie une armée en Bulgarie afin de secourir le tsar Boril dans sa lutte contre trois chefs coumans rebelles. À la même période, les troupes hongroises occupent  Belgrade et Braničevo (dans l’actuelle Serbie) qui avaient été capturées par les Bulgares sous le règne d’Emeric. Après avoir vaincu les Coumans à Vidin, André confie le Burzenland à l’ordre Teutonique. La mission des chevaliers est de défendre la frontière orientale du royaume de Hongrie contre les Coumans et d’encourager leur conversion au catholicisme. En 1214, André signe un traité d’alliance avec le duc Lech de Pologne. Les deux hommes envahissent ensemble la Galicie et installent un fils d’André, Coloman, sur le trône. André cède la ville de Przemyśl au duc de Pologne, mais s’en empare à nouveau l’année suivante. En représailles, Lech envahit la Galicie et expulse Coloman de la principauté. 
Après la mort sans héritier direct de l'empereur Henri de Constantinople en 1216, les barons lui offrent la couronne impériale qu'il refuse. C'est le beau-père d'André, Pierre II de Courtenay, qui est finalement élu.
À son avènement, le roi André II tente de rétablir un régime centralisé. Après avoir disputé la couronne à son frère, il doit faire face à des complots. La reine Gertrude de Méran est tuée en 1213 lors d'une campagne du roi en Russie par un groupe de conspirateurs mécontents, conduits par le « ban », le palatin lui-même. Les soldats de haut rang, les « servants du roi », veulent obtenir la garantie de leurs statuts et privilèges. On reproche aussi au roi d'avoir affermé les finances à des Juifs et des Ismaélites (musulmans).
Le roi de Hongrie dispose alors de 70 % des terres du royaume, le reste appartenant à l'Église, à la descendance d'anciens chefs de tribus, à des chevaliers étrangers ou à des guerriers-paysans libres. Sous le règne d'André II, les donations du roi à divers bénéficiaires, monastères, évêchés ou particuliers s'accélèrent, annonçant un système seigneurial. Ces donations font naître une classe de barons, sans impliquer de liens de vassalité envers le souverain donateur. Le royaume est bientôt réduit à un état de quasi-anarchie.
Sous le règne d’André, les revenus royaux diminuent considérablement. Sur les conseils de son trésorier, André impose de nouvelles taxes et afferme les revenus royaux provenant de la frappe de la monnaie, du commerce du sel et des droits de douane. L'échange annuel des pièces de monnaie apporte également de nouveaux revenus pour le roi. Cependant, ces mesures provoquent un grand mécontentement en Hongrie.
Le règne d'André II de Hongrie nous laisse deux fois plus de documents que les deux siècles précédents. La production écrite émane de la chancellerie royale, des institutions de l'État et de l'Église, mais aussi des villes. D'abord exclusivement en latin, elle contient de plus en plus d'éléments en allemand, en slovaque et en hongrois.

### Cinquième croisade

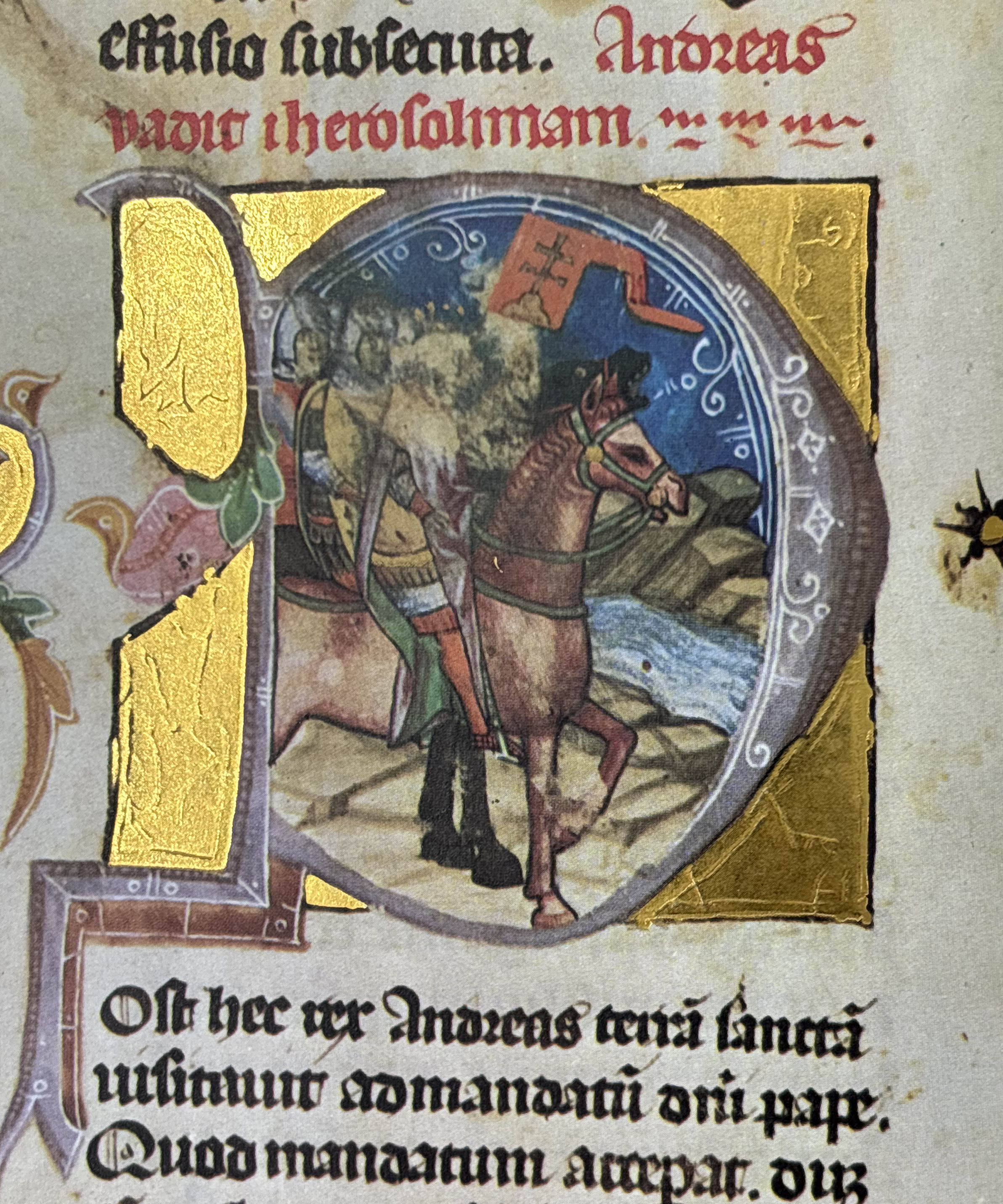
André à la tête de son armée croisée. Miniature hongroise du XIVe siècle.

En juillet 1216, le pape Honorius III, nouvellement élu, demande à André d'accomplir le vœu de son père de se rendre en Terre sainte. Après avoir reporté la croisade à trois reprises (en 1201, 1209 et 1213), André finit par accepter. Il vend et hypothèque une partie des domaines royaux afin de financer son expédition. Il renonce également à sa revendication sur Zadar en faveur de la république de Venise pour assurer le transport maritime de son armée. Il confie la Hongrie à l'archevêque Jean d'Esztergom, et la Croatie et la Dalmatie à Ponce de Cruce, le prieur templier de Vrana.
En juillet 1217, André quitte Zagreb, accompagné des ducs Léopold VI d'Autriche et Otton Ier de Méranie. Son armée est si nombreuse — au moins 10 000 chevaliers et un nombre incalculable de fantassins — que la majeure partie reste sur place lorsque l’armée royale embarque à Split deux mois plus tard. Les navires les transportent à Saint-Jean-d’Acre, où André débarque en octobre. Les Hongrois effectuent une chevauchée sans résultat jusqu'à Beïsan en novembre 1217, puis assiègent en vain la forteresse ayyoubide du mont Thabor entre le 29 novembre et le 7 décembre. Malade et découragé, André II retourne en Europe dès le début de l’année 1218.
André se rend d'abord à Tripoli où il assiste au mariage de Bohémond IV d'Antioche et de Mélisende de Lusignan le 10 janvier. Il se rend ensuite en Cilicie, où il arrange les fiançailles entre son plus jeune fils André, et la fille du roi Léon II d’Arménie, Isabelle. Après quoi André traverse le sultanat de Roum avant d'atteindre Nicée. Il arrange le mariage de son fils aîné, Béla, avec Marie Lascaris, fille de l'empereur Théodore Ier Lascaris. À son arrivée en Bulgarie, André est maintenu en détention jusqu'à ce qu’il accorde la main de sa fille au tsar Ivan Assen II. André est de retour en Hongrie à la fin de l’année 1218. Au final, sa contribution à la cinquième croisade, à laquelle il est communément associé, est dérisoire.

### Bulle d'Or de 1222
À son retour en Hongrie, André se heurte au mécontentement de la noblesse hongroise. Le roi s'est lourdement endetté pour financer sa croisade, ce qui l'oblige à instaurer des impôts extraordinairement élevés et à déprécier la monnaie. En 1220, un groupe de seigneurs persuade André de donner à son fils Béla le titre de duc de Croatie, de Dalmatie et de Slavonie. 
En 1222, André est contraint d'émettre une charte royale, la « Bulle d'Or ». Émise lors de la diète de Székesfehérvár, cette loi fixe les droits de la noblesse hongroise, notamment le droit de désobéir au roi lorsque celui-ci agit contrairement à la loi (jus resistendi). La noblesse et l'Église sont exonérées de tout impôt et ne peuvent être contraintes de participer à une expédition hors du royaume, ni de la financer. Cette loi renforce considérablement l'aristocratie hongroise, et la place au-dessus de la couronne et des sujets royaux. La Bulle d'or est souvent comparée à la Magna Carta, une charte similaire obtenue quelques années plus tôt par la noblesse anglaise. En 1224, André décrète le Diploma Andreanum qui accorde aux Saxons de Transylvanie un statut d'autonomie et d'importants privilèges fiscaux. L'année suivante, il lance une campagne contre les chevaliers teutoniques et les expulse du Burzenland. En juin, André signe un traité de paix avec le duc d'Autriche, mettant fin aux combats sur la frontière austro-hongroise. Une clause du traité contraint Léopold à verser une indemnité financière pour les dommages causés en Hongrie. André donne à son fils Béla le titre duc de Transylvanie, et confie à Coloman l'ancien duché de ce dernier, en 1226. 
André meurt le 21 septembre 1235. Il est enterré au côté de sa femme, Yolande de Courtenay, dans l'abbaye cistercienne d'Egres, dans l'actuelle Roumanie.

## Union et postérité

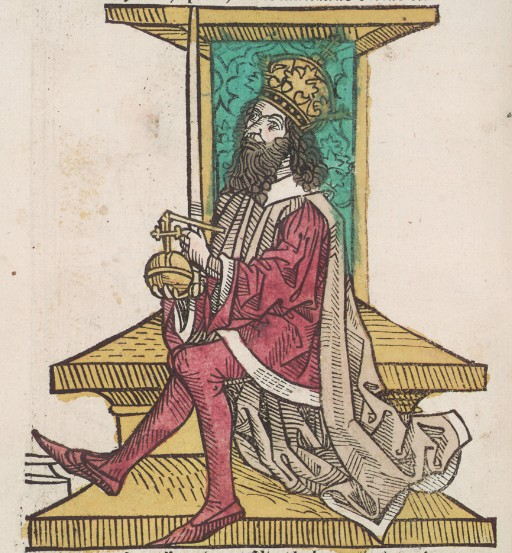
André II de Hongrie.

Avec son épouse, Gertrude de Méran, assassinée en 1213, fille de Berthold II ou IV de Babenbourg, duc de Méranie, il a pour enfants :
1. Anne-Marie (1203-1237), épouse du tsar Ivan Assen II de Bulgarie (Dynastie des Asénides) ;
2. Béla IV de Hongrie (1206-1270) qui lui succède en 1235 ;
3. Élisabeth de Hongrie (1207-1231) épouse du landgrave Louis IV de Thuringe, Tertiaire franciscaine (canonisée en 1235) ;
4. Coloman (1208-1241), roi de Galicie-Volhynie puis duc de Slavonie et de Bosnie ;
5. André (1210-1234), roi de Galicie-Volhynie.

Avec sa 2e épouse en 1215, Yolande de Courtenay (morte en 1233) ; fille de Pierre II de Courtenay, il a une fille :
1. Yolande (1215 - 1251), épouse du roi Jacques Ier d'Aragon.

Avec sa 3e épouse en 1234, Béatrice d'Este (morte en 1245) et fille d'Aldobrandino marquis d'Este ; il a un fils prétendue et un fils posthume:
1. Alexandre (dit Sans-Terre) de Hongrie, prince et prétendant légitimite au trône de Hongrie, seigneur de Rubempré et Gouverneur de Valenciennes.
2. Étienne le Posthume (1236-1272) duc de Slavonie et père du roi André III de Hongrie.